# Oedipodium griffithianum
Oedipodium griffithianum — вид мохів, єдиний у класі Oedipodiopsida.

## Поширення
Вид поширений у холодних регіонах Євразії та Північної Америки (Велика Британія, Росія, Аляска, Канада, Гренландія) та на острові Вогняна Земля у Південній Америці.

## Систематика
Тривалий час вид відносили до порядку Funariales або Splachnales. Проте, характеристика протонеми і безстатевого поширення поряд з молекулярними доказами свідчать, що вид тісно пов'язаний з родиною Tetraphidaceae.